# Дерри (аэропорт)
Аэропорт Дерри-Сити (англ. City of Derry Airport, ирл. Aerfort Chathair Dhoire) (ИАТА: LDY, ИКАО: EGAE) — аэропорт в Дерри, Северная Ирландия. Находится недалеко от Лох-Фойл (дельта реки Фойл) и от деревни Эглинтон, графство Лондондерри, в 13 км к северо-западу от городского центра. Пассажирооборот в 2007 году составил около 430,000, что на 30 % больше, чем в 2006, в 2008 году ожидается рост до 500,000 пассажиров.
Аэродром имеет Обычную лицензию (номер P620), которая разрешает пассажироперевозки и обучение полётам по лицензии Городского совета Дерри.

## История
Аэропорт был создан во время Второй мировой войны. В 1941 на авиабазе RAF Eglinton базировалась 133-я эскадрилья Королевских ВВС, на вооружении которой состояли истребители Hurricane. В 1942 здесь базировалась 41-я эскадрилья. В 1943 летное поле было передано командованию флотом и получило название HMS Gannet, на аэродроме стала базироваться 1847-я эскадрилья флота, которая обеспечивала прикрытие конвоев во время Второй битвы за Атлантику.
После войны авиабаза оставалась под контролем военных до 1950-х, когда Министерство Обороны возвратило большую часть земли первоначальным владельцам. Первое название аэропорта было «Лондондерри Эглинтон Аэропорт», упоминалось обычно только как «Эглинтон». Первые нерегулярные коммерческие рейсы осуществлялись с 1960-х, когда
Emerald Airways открыла сообщение с Глазго. В 1970-е начал работу Аэроклуб Эдлингтона, который работает по сегодняшний день. В 1978 Совет графства Лондондерри (сегодня — Городской совет Дерри) решил приобрести аэродром с целью развития транспортной инфраструктуры Северо-западной Ирландии. С тех пор аэропорт развивался, хотя и довольно медленно. Loganair открыла первый регулярный рейс между Дерри и Глазго в 1979, и этот рейс осуществляется до сих пор. Только через 10 лет, в 1989 году, Loganair открыла второй регулярный рейс (в Манчестер).
Большая программа перестройки аэропорта осуществлялась Советом с 1989 по 1993, на что был получен грант Европейского регионального фонда развития. 10.5 млн фунтов были потрачены на модернизацию всей инфраструктуры аэропорта, включая взлетно-посадочные полосы, рулёжные дорожки, подъездные пути, навигационное оборудование и освещение взлетно-посадочной полосы, так же были построены новый терминал и пожарное депо. Новый терминал был официально открыт в марте 1994. Название аэропорта было официально изменено на Аэропорт Дерри-Сити. В это время было всё ещё только два регулярных маршрута, перевозящих около 40 000 пассажиров каждый год. В 1995 в аэропорту начала работу Jersey European Airways, которая пыталась наладить маршрут из Дерри-Сити в аэропорт Белфаст-Сити
В 1998 и 1999 в аэропорту были сделаны усовершенствования системы безопасности. Так как аэропорт обслуживает как Северную Ирландию, так и Республику Ирландию, финансирование было получено от правительств Ирландии, Великобритании, а также из городского бюджета Дерри. Эти усовершенствования обеспечили возможность приёма более крупных самолётов, и Falcon Holidays начала выполнять чартерные рейсы выходного дня с мая 1999, а Ryanair открыла регулярные рейсы с июля 1999. Рейс Ryanair в Лондон Станстед оказался весьма популярен, после чего ряд маршрутов открыла авиакомпания British Airways. В июне 2004 Aer Arann открыла рейсы в Бирмингем и Манчестер.
В мае 2006 Европейская комиссия одобрила планы инвестирования правительств Великобритании и Ирландии в развитие аэропорта (15 млн евро).

## Катастрофы и инциденты
- 29 марта 2006 — ирландская авиакомпания Eirjet принесла извинения после того, как самолёт, выполнявший рейс из Ливерпуля в Дерри-Сити под флагом Ryanair, приземлился на армейской авиабазе в Болликелли в 10 километрах от места назначения. Инцидент был вызван «ошибкой пилота Eirjet, который ошибочно полагал, что он был на визуальном подходе к аэропорту Дерри-Сити»[3].

## Авиакомпании
Из аэропорта Дерри выполняются следующие рейсы (на февраль 2008):
- Aer Arann (Дублин)
- British Airways
  - оператор Loganair Глазго Международный) [до 25 октября]
- Flybe
  - оператор Loganair Глазго Международный) [с 26 октября]
- Ryanair (Бирмингем [с 26 октября], Бристоль [до 28 сентября], Восточный Мидлендс [до 25 октября], Глазго Прествик, Ливерпуль, Лондон Лутон [с 28 октября], Лондон Станстед)

Чартерные рейсы:
- First Choice Airways (Реус) [с 7 мая]
- Futura Airlines (Пальма де Майорка) [с 6 мая]

## Статистика
| 1997                                  | 56 043  | 3121 |
| 1998                                  | 49 095  | 2740 |
| 1999                                  | 103 504 | 2329 |
| 2000                                  | 162 704 | 3261 |
| 2001                                  | 187 519 | 4736 |
| 2002                                  | 199 146 | 4340 |
| 2003                                  | 205 505 | 4728 |
| 2004                                  | 234 487 | 4309 |
| 2005                                  | 199 357 | 4146 |
| 2006                                  | 341 719 | 4748 |
| 2007                                  | 427 586 | 5733 |
| Источник: UK Civil Aviation Authority |         |      |

Пассажиропоток в 2005 году упал после сокращения Ryanair количества рейсов в Станстед в связи с недостаточной длиной взлетно-посадочной полосы. После начала работы над продлением взлётно-посадочной полосы рейсы возобновились. В 2006 открылись новые рейсы Ryanair в Восточный Мидлендс, Ливерпуль и Глазго-Прествик, а также в Бристоль с ноября 2007. Пассажиропоток в 2007 составил 427 586, прогноз на 2008 — более 500 000 пассажиров, прогноз на 2009 (после завершения работ по увеличению взлётно-посадочной полосы) — 650 000 пассажиров.